# Giacomo Giustiniani
Giacomo Giustiniani, italijanski duhovnik, škof in kardinal, * 20. december 1769, Rim, † 24. februar 1843.

## Življenjepis
21. decembra 1816 je prejel duhovniško posvečenje. 
14. aprila 1817 je bil imenovan za naslovnega nadškofa Tira in za apostolskega nuncija v Španiji; škofovsko posvečenje je prejel 20. aprila 1817.
13. maja 1826 je bil imenovan za nadškofa (osebni naziv) škofije Imola; s tega položaja je odstopil 16. decembra 1832.
2. oktobra 1826 je bil povzdignjen v kardinala in imenovan za kardinal-duhovnika Ss. Marcellino e Pietro.
21. novembra 1834 je bil imenovan za prefekta v Rimski kuriji. 22. novembra 1839 je bil imenovan za kardinal-škofa Albana.
Umrl je 24. februarja 1843.